# Liste der Finalisten im America’s Cup
Ausführliche Liste der Finalisten im America’s Cup seit dem Beginn der Wettfahrten 1851 um die Isle of Wight.
| Auflage  | Jahr                        | Titelverteidiger (englisch Defender) | Eigner Konstrukteur Bauwerft Skipper                                                               | Titelverteidiger Club Nation                                 | Ergebnis                | Herausforderer Club Nation                                   | Eigner Konstrukteur Bauwerft Skipper                                                                                 | Herausforderer (englisch Challenger) |
| -------- | --------------------------- | ------------------------------------ | -------------------------------------------------------------------------------------------------- | ------------------------------------------------------------ | ----------------------- | ------------------------------------------------------------ | --- | ------------------------------------ |
|          |                             |                                      | |                                                              |                         |                                                              | |                                      |
| Ursprung | 1851 Cowes                  |                                      | Thomas Le Marchant Michael Ratsey Ratsey Shipyard Unbekannter Skipper                              | Aurora Royal Yacht Squadron England                          | 0–1                     | America New York Yacht Club Vereinigte Staaten               | John Cox Stevens Syndikat George W. Steers William H. Brown Richard Brown                                            |                                      |
|          |                             |                                      | |                                                              |                         |                                                              | |                                      |
| 1        | 1870 New York City          |                                      | Franklin Osgood Richard F. Loper T. Byerly & Son Andrew J. Comstock                                | Magic New York Yacht Club Vereinigte Staaten                 | 1–0                     | Cambria Royal Thames Yacht Club England                      | James Lloyd Ashbury Michael E. Ratsey Ratsey Shipyard J. Tannock                                                     |                                      |
| 2        | 1871 New York City          |                                      | Col.: Franklin Osgood Col.: Joseph B. van Deusen Col.: van Deusen Shipyard Col.: Henry N. Comstock | Columbia & Sappho New York Yacht Club Vereinigte Staaten     | Col-Liv 2–1 Sap-Liv 2–0 | Livonia Royal Harwich Yacht Club England                     | James Lloyd Ashbury Michael E. Ratsey Ratsey Shipyard J. R. Wood                                                     |                                      |
| 3        | 1876 New York City          |                                      | John Still Dikerson Jacob B. Voorhis David Kirby Yard Josephus Williams                            | Madeleine New York Yacht Club Vereinigte Staaten             | 2–0                     | Countess of Dufferin Royal Canadian Yacht Club Kanada        | Charles Gifford Pat McGiehan Alexander Cuthbert Shipyard Alexander Cuthbert                                          |                                      |
| 4        | 1881 New York City          |                                      | Joseph Richard Busk Archibald Cary Smith Harlan & Hollingsworth Corp. Nathaniel O. Clock           | Mischief New York Yacht Club Vereinigte Staaten              | 2–0                     | Atalanta Bay of Quinte Yacht Club Kanada                     | Capt. Alexander Cuthbert Alexander Cuthbert Flint & Hunton Lumber Yard Alexander Cuthbert                            |                                      |
| 5        | 1885 New York City          |                                      | John Malcolm Forbes Edward Burgess George Lawley & Son Aubrey J. Crocker                           | Puritan New York Yacht Club Vereinigte Staaten               | 2–0                     | Genesta Royal Yacht Squadron England                         | Sir Richard Sutton John Beavor-Webb D.&W. Henderson & Co John Carter                                                 |                                      |
| 6        | 1886 New York City          |                                      | Charles Jackson Paine Edward Burgess George Lawley & Son Martin V. B. Stone                        | Mayflower New York Yacht Club Vereinigte Staaten             | 2–0                     | Galatea Royal Northern Yacht Club Schottland                 | Lt. William Henn John Beavor-Webb John Reid & Co William Henn                                                        |                                      |
| 7        | 1887 New York City          |                                      | Charles Jackson Paine Edward Burgess Pusey & Jones Shipyard Co Henry C. Haff                       | Volunteer New York Yacht Club Vereinigte Staaten             | 2–0                     | Thistle Royal Clyde Yacht Club Schottland                    | James H. Bell George Lennox Watson D. & W. Henderson & Company John Barr                                             |                                      |
| 8        | 1893 New York City          |                                      | Charles Oliver Iselin Nathanael G. Herreshoff Herreshoff Manufacturing Company William Hansen      | Vigilant New York Yacht Club Vereinigte Staaten              | 3–0                     | Valkyrie II Royal Yacht Squadron England                     | Windham Thomas Wyndham-Quin George Lennox Watson D. & W. Henderson & Company William Cranfield                       |                                      |
| 9        | 1895 New York City          |                                      | William K. Vanderbilt Nathanael G. Herreshoff Herreshoff Manufacturing Co Henry C. Haff            | Defender New York Yacht Club Vereinigte Staaten              | 3–0                     | Valkyrie III Royal Yacht Squadron England                    | Windham Thomas Wyndham-Quin George Lennox Watson D. & W. Henderson & Company William Cranfield und Edward I Sycamore |                                      |
| 10       | 1899 New York City          |                                      | John Pierpont Morgan Nathanael G. Herreshoff Herreshoff Manufacturing Co Charles Barr              | Columbia New York Yacht Club Vereinigte Staaten              | 3–0                     | Shamrock Royal Ulster Yacht Club Nordirland                  | Sir Thomas Lipton William Fife III. John I.Thorneycroft & Co Archie Hogarth                                          |                                      |
| 11       | 1901 New York City          |                                      | John Pierpont Morgan Nathanael G. Herreshoff Herreshoff Manufacturing Co Charles Barr              | Columbia New York Yacht Club Vereinigte Staaten              | 3–0                     | Shamrock II Royal Ulster Yacht Club Nordirland               | Sir Thomas Lipton George Lennox Watson William Denny & Brothers Edward I. Sycamore                                   |                                      |
| 12       | 1903 New York City          |                                      | Cornelius Vanderbilt III. Nathanael G. Herreshoff Herreshoff Manufacturing Co Charles Barr         | Reliance New York Yacht Club Vereinigte Staaten              | 3–0                     | Shamrock III Royal Ulster Yacht Club Nordirland              | Sir Thomas Lipton William Fife III. William Denny & Brothers Robert Wringe                                           |                                      |
| 13       | 1920 New York City          |                                      | Henry Walters Nathanael G. Herreshoff Herreshoff Manufacturing Co Charles F. Adams II              | Resolute New York Yacht Club Vereinigte Staaten              | 3–2                     | Shamrock IV Royal Ulster Yacht Club Nordirland               | Sir Thomas Lipton Charles E. Nicholson Camper & Nicholsons Albert Turner                                             |                                      |
| 14       | 1930 Newport (Rhode Island) |                                      | Harold S. Vanderbilt Starling Burgess Herreshoff Manufacturing Co Harold S. Vanderbilt             | Enterprise New York Yacht Club Vereinigte Staaten            | 4–0                     | Shamrock V Royal Ulster Yacht Club Nordirland                | Sir Thomas Lipton Charles E. Nicholson Camper & Nicholsons Ned Heard                                                 |                                      |
| 15       | 1934 Newport (Rhode Island) |                                      | Harold S. Vanderbilt Starling Burgess Herreshoff Manufacturing Co Harold S. Vanderbilt             | Rainbow New York Yacht Club Vereinigte Staaten               | 4–2                     | Endeavour Royal Yacht Squadron England                       | Sir Thomas Sopwith Charles E. Nicholson Camper & Nicholsons George Williams                                          |                                      |
| 16       | 1937 Newport (Rhode Island) |                                      | Harold S. Vanderbilt W. S. Burgess & O. Stephens Bath Iron Works Harold S. Vanderbilt              | Ranger New York Yacht Club Vereinigte Staaten                | 4–0                     | Endeavour II Royal Yacht Squadron England                    | Sir Thomas Sopwith Charles E. Nicholson Camper & Nicholsons Sir Thomas Sopwith                                       |                                      |
| 17       | 1958 Newport (Rhode Island) |                                      | Henry Sears Olin Stephens Nevins Ship Yard Briggs Cunningham                                       | Columbia New York Yacht Club Vereinigte Staaten              | 3–1                     | Sceptre Royal Yacht Squadron England                         | Hugh Goodson David Boyd Alexander Robertson & Sons Graham Mann                                                       |                                      |
| 18       | 1962 Newport (Rhode Island) |                                      | Henry D. Mercer Phillip L. Rhodes Luders Marine Constr. Co Emil B. Mosbacher                       | Weatherly New York Yacht Club Vereinigte Staaten             | 4–1                     | Gretel Royal Sydney Yacht Squadron Australien                | Sir Franck Packer Alan Payne Lars Halvorsen Sons Alexander Sturrock                                                  |                                      |
| 19       | 1964 Newport (Rhode Island) |                                      | Eric Ridder Olin Stephens Minneford’s Yacht Yard Eric Ridder                                       | Constellation New York Yacht Club Vereinigte Staaten         | 3–1                     | Sovereign Royal Thames Yacht Club England                    | Antony Boyden David Boyd Alexander Robertson & Sons Paul Anderson                                                    |                                      |
| 20       | 1967 Newport (Rhode Island) |                                      | William J. Strawbridge Olin Stephens Minneford’s Yacht Yard Emil B. Mosbacher                      | Intrepid New York Yacht Club Vereinigte Staaten              | 4–0                     | Dame Pattie Royal Sydney Yacht Squadron Australien           | Emil Christensen Warwick Hood W. H. Barnett Yard Alexander Sturrock                                                  |                                      |
| 21       | 1970 Newport (Rhode Island) |                                      | William J. Strawbridge Olin Stephens & Britton Chance Minneford’s Yacht Yard Bill Ficker           | Intrepid New York Yacht Club Vereinigte Staaten              | 4–1                     | Gretel II Royal Sydney Yacht Squadron Australien             | Sir Franck Packer Alan Payne W. H. Barnett Yard James Hardy                                                          |                                      |
| 22       | 1974 Newport (Rhode Island) |                                      | Robert Willis McCullogh Olin Stephens & D. Pedrick Minneford’s Yacht Yard Ted Hood                 | Courageous New York Yacht Club Vereinigte Staaten            | 4–0                     | Southern Cross Royal Perth Yacht Club Australien             | Alan Bond Ben Lexcen Lars Halvorsen Sons James Hardy                                                                 |                                      |
| 23       | 1977 Newport (Rhode Island) |                                      | King’s Point Fund Olin Stephens & D. Pedrick Minneford’s Yacht Yard Ted Turner                     | Courageous New York Yacht Club Vereinigte Staaten            | 4–0                     | Australia Sun City Yacht Club Australien                     | Alan Bond Ben Lexcen Steve Ward Yard Noël Robins                                                                     |                                      |
| 24       | 1980 Newport (Rhode Island) |                                      | Edward I. du Moulin Olin Stephens Minneford’s Yacht Yard Dennis Conner                             | Freedom New York Yacht Club Vereinigte Staaten               | 4–1                     | Australia Royal Perth Yacht Club Australien                  | Alan Bond Ben Lexcen Steve Ward Yard James Hardy                                                                     |                                      |
| 25       | 1983 Newport (Rhode Island) |                                      | Edward I. du Moulin Johan Valentijn Newport Offshore Ltd Dennis Conner                             | Liberty New York Yacht Club Vereinigte Staaten               | 3–4                     | Australia II Royal Perth Yacht Club Australien               | Alan Bond Ben Lexcen Steve Ward Yard John E. Bertrand                                                                |                                      |
| 26       | 1987 Fremantle              |                                      | Kevin Parry Taskforce 87 I. Murray & J. Swarbrick Parry Boat Builders Iain Murray                  | Kookaburra III Royal Perth Yacht Club Australien             | 0–4                     | Stars and Stripes 87 San Diego Yacht Club Vereinigte Staaten | Sail America Foundation Britton Chance, Bruce Nelson & Pedrick Derecktor Shipyards Dennis Conner                     |                                      |
| 27       | 1988 San Diego              |                                      | Sail America Foundation Morelli, Britton Chance & Hubbard R. D. Boatworks Dennis Conner            | Stars and Stripes San Diego Yacht Club Vereinigte Staaten    | 2–0                     | KZ-1 Mercury Bay Boating Club Neuseeland                     | New Zealand Challenge Bruce Farr Marten Marine David Barnes                                                          |                                      |
| 28       | 1992 San Diego              |                                      | America³ Foundation America³ design team Goetz Custom Sailboats Buddy Melges                       | America³ San Diego Yacht Club Vereinigte Staaten             | 4–1                     | Il Moro di Venezia V Compagnia della Vela di Venezia Italien | Il Moro Challenge German Frers, Sena & Hopkins Tencara Shipyard Paul Cayard                                          |                                      |
| 29       | 1995 San Diego              |                                      | Team Dennis Conner Bruce Nelson & J. Kuhn Goetz Custom Sailboats Dennis Conner                     | Young America San Diego Yacht Club Vereinigte Staaten        | 0–5                     | Black Magic Royal New Zealand Yacht Squadron Neuseeland      | Team New Zealand McMullen & Wing Yard Russell Coutts                                                                 |                                      |
| 30       | 2000 Auckland               |                                      | Team New Zealand Team New Zealand TP Cookson Boatbuilders Russell Coutts                           | NZL 60 Royal New Zealand Yacht Squadron Neuseeland           | 5–0                     | Luna Rossa Yacht Club Punta Ala Italien                      | Prada Challenge Prada Challenge design Team Green Marine Francesco de Angelis                                        |                                      |
| 31       | 2003 Auckland               |                                      | Emirates Team New Zealand Team New Zealand TP Cookson Boatbuilders Dean Barker                     | NZL 82 Royal New Zealand Yacht Squadron Neuseeland           | 0–5                     | Alinghi Société Nautique de Genève Schweiz                   | Alinghi Alinghi design team Decision S.A. Russell Coutts                                                             |                                      |
| 32       | 2007 Valencia               |                                      | Alinghi Alinghi design team Decision S.A. Ed Baird                                                 | SUI 100 Société Nautique de Genève Schweiz                   | 5–2                     | NZL 92 Royal New Zealand Yacht Squadron Neuseeland           | Emirates Team New Zealand ETNZ design team TP Cookson Boatbuilders Dean Barker                                       |                                      |
| 33       | 2010 Valencia               |                                      | Alinghi Alinghi design team Decision S.A. Ernesto Bertarelli                                       | Alinghi 5 Société Nautique de Genève Schweiz                 | 0–2                     | USA 17 Golden Gate Yacht Club Vereinigte Staaten             | BMW Oracle Racing Team Van Peteghem Lauriot-Prévost (VPLP) Core Builders Composites Anacortes James Spithill         |                                      |
| 34       | 2013 San Francisco          |                                      | BMW Oracle Racing Oracle Team USA design team Oracle Team USA build team James Spithill            | Oracle Team USA 17 Golden Gate Yacht Club Vereinigte Staaten | 9–8                     | Aotearoa Royal New Zealand Yacht Squadron Neuseeland         | Emirates Team New Zealand ETNZ design team TP Cookson Boatbuilders Dean Barker                                       |                                      |
| 35       | 2017 Bermuda                |                                      | BMW Oracle Racing Oracle Team USA design team Oracle Team USA build team James Spithill            | USA 17 Golden Gate Yacht Club Vereinigte Staaten             | 1-7                     | Aotearoa Royal New Zealand Yacht Squadron Neuseeland         | Emirates Team New Zealand ETNZ design team Southern Spars Glenn Ashby                                                |                                      |
| 36       | 2021 Auckland               |                                      | Emirates Team New Zealand ETNZ design team Peter Burling                                           | Te Rehutai Royal New Zealand Yacht Squadron Neuseeland       | 7-3                     | Luna Rossa Circolo della Vela Sicilia Italien                | Luna Rossa Prada Pirelli James Spithill                                                                              |                                      |